# Suzana Tratnik
Suzana Tratnik, slovenska pisateljica, prevajalka, sociologinja, publicistka in lezbična aktivistka, * 20. april 1963, Murska Sobota.

## Življenje
Otroštvo in zgodnjo mladost je preživela v Murski Soboti, kjer je obiskovala osnovno šolo in gimnazijo. Po maturi se je preselila v Ljubljano. Na Fakulteti za družbene vede (FSPN) je diplomirala iz sociologije, z nalogo Lezbično in gay gibanje - subkultura ali pravica do življenjskega stila? na Fakulteti za podiplomski študij ISH v Ljubljani pa magistrirala iz antropologije spolov.

## Lezbična aktivistka
Velja za pionirko lezbičnega gibanja v Sloveniji in uveljavljanja pravic slovenske skupnosti LGBTQI+. 
Leta 1987 sta skupaj z Natašo Sukič ustanovili lezbično skupino LL pri ženski sekciji Lilit prvo v Jugoslaviji in Vzhodni Evropi. To je danes Lezbična sekcija LL pri Društvu Škuc. Skupina je izdala dve številki Lesbozina in organizirala vrsto dogodkov, srečanj in razprav ter tako generirala lezbično kulturo in pravice v Sloveniji (Jugoslaviji).
V lezbičnem klubu Monokel, ki je nastal v okviru Škuceve sekcije LL in deluje na Metelkovi, je med letoma 2001 in 2008 vodila kulturnoumetniški program. Sodelovala je tudi pri oblikovanju programa v Cafeju Open, in sicer med letoma 2008 in 2013. Je dolgoletna sodelavka Festivala LGBT Filma, najstarejšega tovrstnega festivala v Evropi in najstarejšega mednarodnega filmskega festivala v Sloveniji.
Leta 2012 je bila v ustanovni ekipi festivala lezbične ustvarjalnosti in aktivizma Lezbična četrt in bila v organizacijskem odboru vseh kasnejših izdaj.
V okviru Alternative Ljubljana od leta 2017 vodi LGBT-ture, sprehode po urbanih točkah spočetja in razvoja lezbične skupnosti v slovenskem glavnem mestu.
Je dejavna soustvarjalka digitaliziranega Škucovega LGBTQ arhiva (1984-2023) pri Inštitutu za novejšo zgodovino (INZ). Jeseni 2024 je sodelovala pri nastanku razstave Prostori gibanja - 40 let LGBT skupnosti v Ljubljani. S soavtorico, kustosinjo Mestnega muzeja Ljubljana, Corinne Brenko, sta izbrali in v kontekst umestili izvirne dokumente in predmete s spontanih in organiziranih dogodkov, ki pomenijo prelomnico v razvoju gibanja.

## Publicistka in javna govorka
Suzana Tratnik je leta 1995 z Natašo Sukič (pod psevdonim Nataša S. Segan) souredila delo L, zbornik o lezbičnem gibanju na Slovenskem 1984–1995.  Leta 2004 je v knjižni obliki izšla njena magistrska naloga z naslovom Lezbična zgodba - literarna konstrukcija seksualnosti. Njeni krajši esejistični teksti so leta 2013 izšli v zbirki spisov Konec strpnosti.
V skladu s feminističnim in aktivističnim geslom "Osebno je politično" se je Tratnik leta 2013 odločila zapisati osebno zgodovino svojega vstopa v lezbični aktivizem v Jugoslaviji, Sloveniji in po svetu, v delu z naslovom Lezbični aktivizem po korakih.
Od 80. let prejšnjega stoletja redno objavlja angažirana publicistične besedila o položaju lezbijk v Sloveniji, tako v medijih, namenjenih najširši javnosti, kot v medijih, namenjenih skupnosti (Revolver, Lesbozine, Lezbomanija, Pandora, Narobe, Lesbo ...).
Pogosto se udeležuje dogodkov o položaju LGBTQI+ skupnosti in javno govori o tej družbeni temi.
Leta 2025 je postala častna predsednica Društva za promocijo žensk v kulturi Mesto žensk.

## Pisateljica in prevajalka
Suzana Tratnik v delih opisuje družbene neusklajenosti, med deli pa pogosto osvetli življenje pripadnic in pripadnikov LGBT skupnosti, predvsem lezbijk. 
Objavila je osem kratkroproznih zbirk, šest romanov, otroško slikanico, monodramo in radijski igri ter številna besedila v literarnih revijah in antologijah (Modra svetloba, 1990, Ženski zalivi, 1996, Ne bomo več pridne, 1997, Sappho küst Europa, 1997, The Vintage Book of International Lesbian Fiction, 1999).
Njena dela so prevedena v prek dvajset jezikov (angleščina, arabščina, bolgarščina, češčina, grščina, hrvaščina, italijanščina, litvanščina, madžarščina, makedonščina, malteščina, nemščina, nizozemščina, romunščina, ruščina, slovaščina, srbščina, španščina, švedščina, ukrajinščina). Najbolj prevajan roman Ime mi je Damjan, 2005, je izšel v nemškem, češkem, romunskem, bolgarskem, srbskem, makedonskem in slovaškem prevodu.
Sama je prevedla več knjig britanske, ameriške, hrvaške in bosanske proze ter strokovne literature.

## Nagrade
Leta 2007 je za zbirko kratkih zgodb Vzporednice prejela nagrado Prešernovega sklada, leta 2017 za zbirko kratkih zgodb Noben glas nagrado Novo mesto short, leta 2018 za roman Tombola ali življenje! nagrado desetnica leta 2023 pa za roman Ava Levstikovo nagrado. Za feministični aktivizem je leta 2022 prejela nagrado ženske o ženskah, ki jo podeljuje Mesto žensk.. Je dobitnica Župančičeve nagrade za dosežke zadnjih dveh let (2025), ko je mdr. izdala zbirko kratke proze Škarje.

### Proza
- Pod ničlo (zbirka kratkih zgodb, 1997)
- Ime mi je Damjan (roman, 2001; ponatis MK 2014, Rastem s knjigo, 2014)
- Na svojem dvorišču (zbirka kratkih zgodb, 2003)
- Vzporednice (zbirka kratkih zgodb, 2005, nagrada Prešernovega sklada 2007, nominacija za nagrado fabula)
- Tretji svet (roman, 2007, nominaciji za nagrado kresnik in na razpisu CZ za sodobni roman 2006)
- Česa nisem nikoli razumela na vlaku (kratka proza, 2008, nominacija za nagrado fabula)
- Dva svetova (kratka proza, 2009, nominacija za nagrado fabula)
- Zafuškana Ganca (otroška slikanica, 2010, nominacija za nagrado desetnica)
- Rezervat (kratka proza, 2012)
- Noben glas  (zbirka kratkih zgodb, 2016, nagrada Novo mesto short, 2017)
- Tombola ali življenje! (roman za mladino, 2017, nagrada Desetnica, 2018, nominacija za nagrado modra ptica)
- Norhavs na vrhu hriba (roman, 2019, nominaciji za nagrado modra ptica in kresnik)
- Pontonski most (roman, 2020)
- Ava (roman za mladino, 2022, Levstikova nagrada, nominacija za nagrado modra ptica)
- Škarje (kratka proza, 2023), Župančičeva nagrada

### Scenariji
- Ime mi je Damjan (monodrama, režija Alen Jelen, 2002[32])
- Lep dan še naprej (radijska igra, režija Alen Jelen, 2011[33])
- Soba s posebnim vhodom (radijska igra, režija Saška Rakef, 2024[34])